# SN 2004hu
SN 2004hu – supernowa typu Ia odkryta 22 września 2004 roku w galaktyce A011502+0015. W momencie odkrycia miała maksymalną jasność 19,30m.